# 噠噠噠
《噠噠噠》（日語：だだだ），是日本朋克搖滾樂團Group魂的第7張單曲。2011年2月2日由Ki/oon Records（日本索尼音樂娛樂）發行。

## 概要
《噠噠噠》是朋克搖滾樂團Group魂自從上一張單曲以來，相隔3個月發行的最新單曲。2011年1月起在讀賣電視台等日本電視網首播的電視動畫《惡魔奶爸》被選為第1季片頭主題曲（第1話至第10話，播出時間1月至3月）使用。不僅如此，後來也在同名電視動畫當作第15話劇中插入歌和第60話（最終話）片尾主題曲使用。

## 收錄歌曲
所有歌曲由宮藤官九郎作詞，富澤拓作曲。
1. 噠噠噠
  - 讀賣電視台等日本電視網電視動畫《惡魔奶爸》第1季片頭主題曲、第15話劇中插入歌、第60話（最終話）片尾主題曲
2. 幼稚 & DESTORY
3. 大江 & （from 2010.5.17 涉谷C.C. Lemon Hall）